# Foiso Fois
Foiso Fois (Iglesias, 28 dicembre 1916 – Cagliari, 21 febbraio 1984) è stato un pittore, critico d'arte e saggista italiano.

## Biografia
Foiso Fois è nato ad Iglesias. Il padre era il direttore della miniera di San Giovanni, Monteponi. Dichiaratamente antifascista, simpatizzante di Giuseppe Cavallera ("il pioniere del socialismo in Sardegna"), Giuseppe Dessì in Paese d'ombre, rifiutò l'iscrizione al Partito Nazionale Fascista. Venne quindi licenziato e, costretto a fuggire, abbandonò la Sardegna per trasferirsi in Toscana.
Foiso Fois, rientrato a Cagliari dove aveva già vissuto per un certo periodo a partire dal 1923, si diplomò in perito agrario nel 1938.
Trasferitosi a Genova l'anno successivo per proseguire gli studi universitari in Economia e Commercio, a causa dei bombardamenti sulla città, venne costretto a lasciarla e a rifugiarsi a Firenze dove, nel 1942, riuscì a laurearsi. Iniziò proprio in questa città la sua formazione di pittore da autodidatta. Trasferitosi nel 1943 in provincia di Biella, fece parte delle brigate partigiane. Arrestato dai nazisti nel 1944, grazie ad uno scambio con un prigioniero tedesco, venne presto rilasciato. 
Nel primo dopoguerra operò come militante socialista a tutti gli effetti.

## L'opera
Foiso Fois è stato fra i pittori più rappresentativi ed innovativi degli anni cinquanta in Sardegna. Con le sue opere ha segnato il punto di rottura con la rappresentazione folcloristica nell'arte sarda, complici sicuramente gli studi compiuti nel nord dell'Italia.
Tutte le problematiche legate al mondo del lavoro in miniera che Foiso conobbe in seno alla famiglia, hanno inciso sulla sua arte, sul suo impegno sociale e sulla sua visione dell'autonomia regionale.
È del 1951/52 il quadro La mattanza, esposto prima a Cagliari, nel 1952, alla IV Mostra Regionale d'Arte e poi a Roma, nel 1953, all'esposizione L'Arte nella Vita del Mezzogiorno d'Italia.

Seguono nel 1957 la serie I girasoli, ed ancora dopo Eleonora d'Arborea che con La Rivoluzione di Giovanni Maria Angioj avrebbero dovuto far parte del trittico La Sardegna verso l'Autonomia, mai ultimato.
Ha avuto contatti con vari artisti fra i quali, in particolare, Maria Lai, Aligi Sassu, Pinuccio Sciola ed il grande fotografo Henri Cartier-Bresson.
Ha prediletto la pittura, ma ha prodotto anche interessanti disegni (a china, a pennarello, acquerelli e pastelli) e pregiate xilografie e litografie.
È stato anche un grande studioso della storia architettonica religiosa in Sardegna, di castelli e fortificazioni medioevali, torri costiere, ponti romani e forti piemontesi. Ancora oggi fanno testo i due libri che ha pubblicato: Torri spagnole e forti piemontesi e Castelli della Sardegna medioevale (quest'ultimo postumo).
La sua attività di critico ha visto, fra gli anni '40 e '50, la recensione di varie mostre per il quotidiano L'Unità e per testate regionali.
È stato un grande cultore e studioso di tradizioni popolari ed un ricercato collezionista di oggetti della vita quotidiana ed utensili vari del mondo agro-pastorale sardo, anch'essi oggetto di una mostra curata dalla figlia Barbara.